# Teorema de los residuos
El teorema de los residuos es consecuencia directa del Teorema integral de Cauchy y forma parte fundamental de la teoría matemática de análisis complejo.

## Enunciado
Sea {\displaystyle f\colon D\subset \mathbb {C} \to \mathbb {C} } una función analítica en un dominio simplemente conexo {\displaystyle D}, excepto en un número finito de puntos {\displaystyle z_{k}} que constituyen  singularidades aisladas de {\displaystyle f}. Sea {\displaystyle C} una curva en {\displaystyle D}, simple, cerrada, regular a trozos, con orientación positiva y tal que el dominio que esta define contiene las singularidades de {\displaystyle f}. Entonces se tiene:

{\displaystyle \oint _{C}f(z)dz=2\pi i\sum _{k}\operatorname {Res} (f,z_{k})}

donde {\displaystyle \operatorname {Res} (f,z_{k})} es el Residuo de la función {\displaystyle f} en el punto singular {\displaystyle z_{k}}.

## Demostración
Sea {\displaystyle f}  holomorfa usando las ecuaciones de Cauchy-Riemann la forma diferencial {\displaystyle f(z)\,dz} es cerrada. Por lo tanto, usando el corolario sobre las diferenciales de forma cerrada, un dominio simplemente conexo, se sabe  que la integral {\displaystyle \int _{C}f(z)\,dz} es igual a {\displaystyle \int _{C'}f(z)\,dz} siempre que {\displaystyle C'} sea una curva  homotópica con {\displaystyle C}.
En específico, se puede considerar una curva tipo {\displaystyle C'} la cual tiene una rotación alrededor de los puntos {\displaystyle a_{j}} sobre círculos pequeños, cuando se unen todos estos pequeños círculos por medio de segmentos.  
Ya que la curva {\displaystyle C'} sigue cada segmento 2 veces con alineación opuesta, solo se necesitan sumar las integrales de {\displaystyle f} alrededor de los círculos pequeños.
Consecuentemente sea {\displaystyle z=a_{j}+\rho e^{i\theta }} parametrización de la curva alrededor del punto {\displaystyle a_{j}}, entonces se tiene {\displaystyle dz=\rho ie^{i\theta }\,d\theta }, por lo tanto:

{\displaystyle \int _{C}f(z)\,dz=\int _{C'}f(z)\,dz=\sum _{j}\eta (C,a_{j})\int _{\partial B_{\rho }(a_{j})}f(z)\,dz=\sum _{j}\eta (C,a_{j})\int _{0}^{2\pi }f(a_{j}+\rho e^{i\theta })\rho ie^{i\theta }\,d\theta }

donde {\displaystyle \rho >0}, escogido tan extremadamente diminuto, tal que las esferas {\displaystyle B_{\rho }(a_{j})}  están todas desarticuladas y todas en un mismo dominio {\displaystyle U}. Entonces por medio de la linealidad en todas la singularidades, se demuestra que para toda {\displaystyle j}:

{\displaystyle i\int _{0}^{2\pi }f(a_{j}+\rho e^{i\theta })\rho e^{i\theta }\,d\theta =2\pi i\mathrm {Res} (f,a_{j}).}

Sea {\displaystyle j} fija y aplíquese la serie de Laurent para {\displaystyle f} en {\displaystyle a_{j}:}

{\displaystyle f(z)=\sum _{k\in \mathbb {Z} }c_{k}(z-a_{j})^{k}}

de tal forma que {\displaystyle {\rm {{Res}(f,a_{j})=c_{-1}}}}, donde c-1, es el coeficiente de {\displaystyle {1 \over (z-a_{j})}} en la serie de Laurent. Entonces tenemos:

{\displaystyle \int _{0}^{2\pi }f(a_{j}+\rho e^{i\theta })\rho e^{i\theta }\,d\theta =\sum _{k}\int _{0}^{2\pi }c_{k}(\rho e^{i\theta })^{k}\rho e^{i\theta }\,d\theta =\rho ^{k+1}\sum _{k}c_{k}\int _{0}^{2\pi }e^{i(k+1)\theta }\,d\theta .}

Obsérvese que si {\displaystyle k=-1}, se tiene:

{\displaystyle \rho ^{k+1}c_{k}\int _{0}^{2\pi }e^{i(k+1)\theta }\,d\theta =c_{-1}\int _{0}^{2\pi }d\theta =2\pi c_{-1}=2\pi \,\mathrm {Res} (f,a_{j})}

mientras que para {\displaystyle k\neq -1} se tiene que los términos de la suma se anulan, debido a que:

{\displaystyle \int _{0}^{2\pi }e^{i(k+1)\theta }\,d\theta =\left[{\frac {e^{i(k+1)\theta }}{i(k+1)}}\right]_{0}^{2\pi }=0.}

 {\displaystyle \square } 